# John de Lancie
John Sherwood de Lancie, Jr. (født 20. marts 1948) er en amerikansk filmskuespiller og tegnefilmsdubber. Han er kendt som stemmen bag Dr. Benton Quest i anden sæson af The Real Adventures of Jonny Quest.